# Карнауховский
Карнау́ховский — хутор в Цимлянском районе Ростовской области.
Входит в состав Калининского сельского поселения.

## История
Находясь в составе Области Войска Донского, на хуторе Карнаухов существовала Иоанно-Богословская церковь.

## Население
| 2010 | 2019 |
| ---- | ---- |
| 163  | ↘150 |

## Улицы
| - ул. Мира, - ул. Молодёжная, - ул. Степная, | - пер. Театральный, - ул. Центральная, - ул. Школьная. |